# Municipio de Ecilda Paullier
El municipio de Ecilda Paullier es uno de los cuatro municipios del departamento de San José, Uruguay. Tiene su sede en la ciudad homónima.

## Ubicación
El municipio comprende un territorio de la zona suroeste del departamento de San José.

## Características
El municipio de Ecilda Paullier fue creado en marzo de 2013, por iniciativa del intendente de San José en cumplimiento de la Ley Nº 18567 y su modificativa. Dicho municipio comprende el territorio de los distritos electorales OFE, OFF y OFG del departamento de San José.

El territorio correspondiente a este municipio comprende un área total de 694.7 km², y alberga una población de 5025 habitantes de acuerdo a datos del censo del año 2011, lo que implica una densidad de población de 7.2 hab/km².

## Autoridades
La autoridad del municipio es el Concejo Municipal, compuesto por el Alcalde y cuatro Concejales.
Alcaldes según período:
| Nº | Alcalde          | Partido             | Inicio del mandato      | Fin del mandato         | Observaciones    | Concejales                                                                       |
| -- | ---------------- | ------------------- | ----------------------- | ----------------------- | ---------------- | -------------------------------------------------------------------------------- |
| 1  | Leonardo Giménez | Partido Nacional PN | 9 de julio de 2015      | 26 de noviembre de 2020 | Alcalde electo   | Rodolfo Hugo (PN) Sergio González (PN) Ismael Villarreal (PN) Fabián Arnejo (PN) |
| 2  | Leonardo Giménez | Partido Nacional PN | 27 de noviembre de 2020 | 2025                    | Alcalde reelecto | Tamara Chacón (PN) Gastón González (PN) Irís Robaina (PN) Fabricio Martínez (PN) |